# Новая Драчёва
Новая Драчёва — деревня в Осинском городском округе Пермского края России.

## Географическое положение
Деревня расположена на расстоянии примерно 2 километра на юго-восток от села Кузнечиха Осинского городского округа.

## История
С 2006 по 2018 год входила в состав Пальского сельского поселения, позже до 2019 Горского сельского поселения Осинского района. После упразднения обоих последних муниципальных образований стала рядовым населённым пунктом Осинского городского округа.

## Климат
Климат умеренно — континентальный. Средняя температура в зимние месяцы −10ºC. Средняя температура в летние месяцы +20ºC. Однако в летнее время не исключены и заморозки. Количество атмосферных осадков за год около 598 мм, из них большая часть приходится на тёплый период (июнь-июль). Образование устойчивого снежного покрова происходит в начале ноября. Средняя продолжительность снежного покрова 160—170 дней. Средняя из наибольших декадных высот снежного покрова за зиму — 64 см. Таяние снега начинается в конце апреля.

## Население
Постоянное население составляло 65 человек (98 % русские) в 2002 году, 41 человек в 2010 году.